# Louis Tregardt
Louis Johannes Tregardt (Oudtshoorn, 10 augustus 1783 - Delagoabaai, 25 oktober 1838), ook gespeld als Louis Trichardt, was een vroege leider van de Voortrekkers.

## Biografie
Tregardt werd geboren in het district Swellendam in de Kaapkolonie en was van Zweedse afkomst; zijn achternaam komt van het Zweedse trädgård (tuin). Hij was actief als boer in het district Graaff-Reinet maar besloot uit onvrede over het Britse gezag in 1835 de Kaapkolonie te verlaten met de Grote Trek.
Bij Bethulie stak Tregardt met zijn volgelingen de Oranjerivier over en bij de Caledonrivier kreeg hij gezelschap van Hans van Rensburg en zijn groep, maar zij scheidden na onenigheden bij Strydpoort. Tregardt vestigde zich op verschillende plekken in de Zoutpansberg waar hij meer dan een jaar bleef.
In augustus 1837 vertrok hij naar Lourenço Marques, een uitputtende reis over de Drakensbergen. Hij kwam in april 1838 aan bij zijn eindbestemming en bezweek hier op 25 oktober aan malaria. Het dagboek dat hij tijdens zijn reis bijhield is later gepubliceerd.
De stad Louis Trichardt is naar hem vernoemd.